# Leichtathletik-Weltmeisterschaften 2015/Teilnehmer (Neuseeland)
| Gelbes Symbol für Goldmedaillen mit stilisierten Olympischen Ringen | Graues Symbol für Silbermedaillen mit stilisierten Olympischen Ringen | Braundes Symbol für Bronzemedaillen mit stilisierten Olympischen Ringen |
| ------------------------------------------------------------------- | --------------------------------------------------------------------- | ----------------------------------------------------------------------- |
| —                                                                   | —                                                                     | —                                                                       |

Der Leichtathletikverband Neuseelands nominierte 14 Athleten für die Leichtathletik-Weltmeisterschaften 2015 in der chinesischen Hauptstadt Peking.

## Ergebnisse

### Männer

#### Laufdisziplinen
| Athlet           | Disziplin    | Vorlauf     | Vorlauf | Halbfinale         | Halbfinale         | Finale             | Finale             |
| Athlet           | Disziplin    | Zeit        | Platz   | Zeit               | Platz              | Zeit               | Platz              |
| ---------------- | ------------ | ----------- | ------- | ------------------ | ------------------ | ------------------ | ------------------ |
| Julian Matthews  | 1500 m       | 3:39,55 min | 16      | 3:40,45 min        | 11                 | nicht qualifiziert | nicht qualifiziert |
| Nick Willis      | 1500 m       | 3:38,27 min | 3       | 3:43,57 min        | 14                 | 3:35,46 min        | 6                  |
| Nick Willis      | 5000 m       | DNS         | DNS     |                    |                    | nicht qualifiziert | nicht qualifiziert |
| Michael Cochrane | 400 m Hürden | 49,58 s     | 28      | nicht qualifiziert | nicht qualifiziert | nicht qualifiziert | nicht qualifiziert |
| Quentin Rew      | 20 km Gehen  |             |         |                    |                    | 1:22:18 h          | 17                 |
| Quentin Rew      | 50 km Gehen  |             |         |                    |                    | 3:48:48 h          | 10                 |

#### Sprung/Wurf
| Athlet          | Disziplin   | Qualifikation | Qualifikation | Finale             | Finale             |
| Athlet          | Disziplin   | Weite/Höhe    | Platz         | Weite/Höhe         | Platz              |
| --------------- | ----------- | ------------- | ------------- | ------------------ | ------------------ |
| Jacko Gill      | Kugelstoßen | 19,94 m       | 12            | 20,11 m            | 8                  |
| Tomas Walsh     | Kugelstoßen | 20,49 m       | 7             | 21,58 m            | 4                  |
| Stuart Farquhar | Speerwurf   | 78,30 m       | 23            | nicht qualifiziert | nicht qualifiziert |

### Frauen

#### Laufdisziplinen
| Athletin      | Disziplin        | Vorlauf      | Vorlauf | Halbfinale         | Halbfinale         | Finale             | Finale             |
| Athletin      | Disziplin        | Zeit         | Platz   | Zeit               | Platz              | Zeit               | Platz              |
| ------------- | ---------------- | ------------ | ------- | ------------------ | ------------------ | ------------------ | ------------------ |
| Angie Petty   | 800 m            | 2:00,62 min  | 16      | 1:59,53 min        | 16                 | nicht qualifiziert | nicht qualifiziert |
| Nikki Hamblin | 1500 m           | 4:16,65 min  | 31      | nicht qualifiziert | nicht qualifiziert | nicht qualifiziert | nicht qualifiziert |
| Nikki Hamblin | 5000 m           | DNS          | DNS     |                    |                    | nicht qualifiziert | nicht qualifiziert |
| Rosa Flanagan | 3000 m Hindernis | 10:00,71 min | 37      |                    |                    | nicht qualifiziert | nicht qualifiziert |
| Alana Barber  | 20 km Gehen      |              |         |                    |                    | 1:33:20 h          | 18                 |

#### Sprung/Wurf
| Athletin         | Disziplin  | Qualifikation | Qualifikation | Finale             | Finale             |
| Athletin         | Disziplin  | Weite/Höhe    | Platz         | Weite/Höhe         | Platz              |
| ---------------- | ---------- | ------------- | ------------- | ------------------ | ------------------ |
| Siositina Hakeai | Diskuswurf | 54,89 m       | 30            | nicht qualifiziert | nicht qualifiziert |
| Te Rina Keenan   | Diskuswurf | 59,20 m       | 18            | nicht qualifiziert | nicht qualifiziert |

#### Siebenkampf
| Athletin    | Disziplin | 100 m Hürden | Hochsprung | Kugelstoßen | 200 m   | Weitsprung | Speerwurf | 800 m       | Punkte | Platz |
| ----------- | --------- | ------------ | ---------- | ----------- | ------- | ---------- | --------- | ----------- | ------ | ----- |
| Portia Bing | Ergebnis  | 13,59 s      | 1,80 m     | 13,60 m     | 24,00 s | 5,95 m     | 34,69 m   | 2:14,88 min | 6057   | 16    |
| Portia Bing | Punkte    | 1037         | 978        | 767         | 981     | 834        | 566       | 894         | 6057   | 16    |